# Gustave Boulanger
Pour les articles homonymes, voir Boulanger (homonymie).
Rodolphe Clarance dit  Gustave Boulanger, né le 5 avril 1824 à Paris 2e et mort le 23 septembre 1888 à Paris 9e, est un peintre français.
Connu notamment pour ses tableaux orientalistes, il forma un grand nombre d'élèves aux Beaux-Arts de Paris et à l'académie Julian.

## Biographie
D’une famille installée à Paris à la suite de la perte de l’importante fortune familiale dans une affaire mal conçue à Saint-Domingue par son grand-père, Boulanger perd ses parents, à l'âge de 14 ans. Adopté par A. M. Desbrosses, son oncle maternel, celui-ci, reconnaissant son potentiel artistique l'inscrit, en 1841, comme élève chez le peintre d'histoire Pierre-Jules Jollivet. Suivant également les cours de Paul Delaroche, il y rencontre Jean-Louis Hamon, Henri-Pierre Picou et Jean-Léon Gérôme, avec lesquels il développera le mouvement néo-grec.
Envoyé par son oncle en Algérie, en 1845, il réalise, au cours d’un séjour de huit mois, de nombreuses études de populations et de paysages, de la Kabylie aux Aurès. Admis, l'année suivante, à l’École des beaux-arts de Paris dans les ateliers de Pierre-Jules Jollivet et de Paul Delaroche:34, il remporte le prix de Rome de 1849, avec Ulysse reconnu par Euryclée.
Il devient membre de l’Académie des beaux-arts en 1882 et enseigne à l’École nationale supérieure des beaux-arts de 1885 à 1888, et à l’Académie Julian:35. En 1886, il est membre du jury section Aquarelles et Pastels de la seconde Exposition internationale de blanc et noir, se tenant à Paris. Il a obtenu des médailles aux Expositions de 1857, 1859, 1863 et 1878.
Il réalise de nombreuses commandes de l’État pour des décorations, dont le foyer de la danse du palais Garnier, une partie du décor de l’Opéra de Monte-Carlo et de celui de la mairie du 13e arrondissement de Paris. Grâce à ces travaux il va devenir un des grands amis de Charles Garnier et il sera souvent son invité à la villa Garnier à Bordighera en Italie.
« Sociétaire de la Comédie-Française, Mademoiselle Nathalie devint l'amie intime de Gustave Boulanger. Bien qu'ici ou là, on ait insinué l'idée de mariage, nous n'en avons retrouvé aucune trace écrite. » Boulanger a fait don du portrait de celle-ci peint par lui en 1867 à ce théâtre.
Délicat des bronches ou de la poitrine depuis de longues années, il est mort en un quart d’heure d’agonie à son domicile du 6 bis rue Ballu. À l’issue de ses obsèques à la Sainte-Trinité de Paris, il a été inhumé au cimetière de Montmartre.

## Œuvres

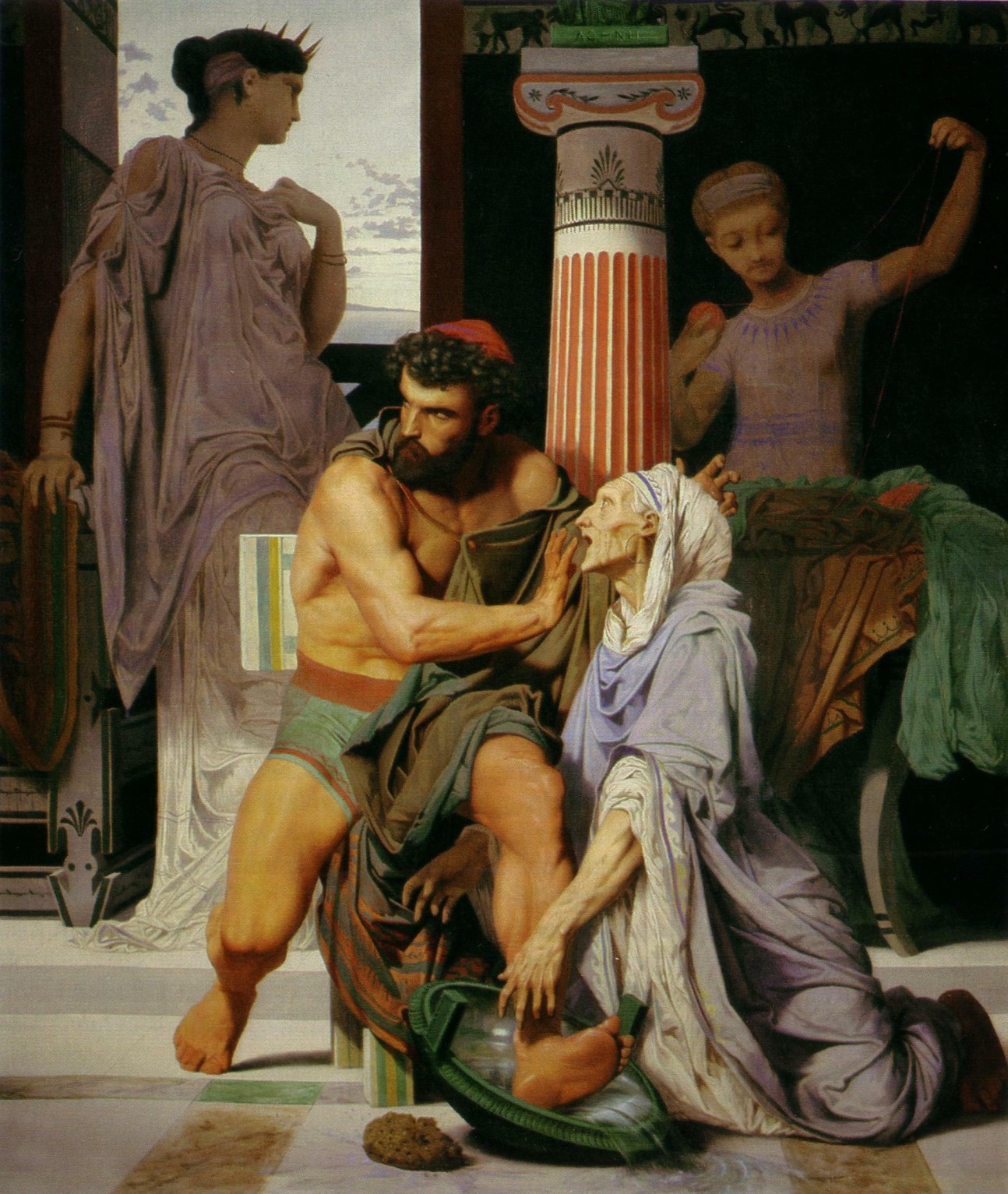
Ulysse reconnu par Euryclée (1849), Paris, École nationale supérieure des beaux-arts.

- La Mort de Cyrus, 1844, esquisse, 32,5 × 40,5 cm, Paris, École nationale supérieure des beaux-arts.
- La Maladie d’Alexandre, 1846, localisation inconnue[réf. nécessaire].
- La Mort de Vitellius, 1847, localisation inconnue[réf. nécessaire].
- Parc de la villa Borghèse à Rome, vers 1847, 36 × 46 cm, La Tronche, musée Hébert.
- Saint Pierre introduit dans la maison de Marie, mère de Jean, 1848, localisation inconnue[a].
- Ulysse reconnu par Euryclée, 1849, esquisse, 27 × 22 cm, Dijon, musée Magnin.
- Ulysse reconnu par Euryclée, 1849, 147 × 114 cm, Paris, École nationale supérieure des beaux-arts.
- Portrait de Monsieur Sinclair-Desbrosses, 1849, diam. 46 cm, Versailles, musée Lambinet.
- Acis et Galatée, 1848, 188 × 227 cm, Narbonne, musée d’Art et d’Histoire.
- L’Automne, 1850, Cleveland, Cleveland Museum of Art.
- Phryné, 1850, Amsterdam, Van Gogh Museum.
- Deux Maures, vers 1850, 22,7 × 12,9 cm, Baltimore, musée d'Art de Baltimore.
- Portrait de l’architecte Félix Thomas, 1851, Rome, Académie de France à Rome.
- Portrait of Woman and Three Children, dessin, 1852, New York, Metropolitan Museum of Art.
- Le Repas des Dieux, 1853, d’après Raphaël, 334 × 764 cm, Rennes, musée des Beaux-Arts.
- Super flumina Babylonis, 1852, localisation inconnue.
- Portrait de Charles Garnier, 1854, Rome, Académie de France à Rome.
- Tête d’Italienne, 1854, 35,7 × 29,3 cm, Valenciennes, musée des Beaux-Arts.
- César arrive au Rubicon, 1854, esquisse, Amiens, musée de Picardie.
- César arrive au Rubicon, 1854, 312 × 300 cm, Amiens, musée de Picardie.
- Portrait de l’architecte Denis Lebouteux, 1855, Rome, Académie de France à Rome.
- Répétition théâtrale dans la maison d’un poète romain, 1855, 48 × 76 cm, Saint-Pétersbourg, musée de l’Ermitage.
- Répétition du “Joueur de flûte” et de “La femme de Diomède” chez le prince Napoléon, 1860, esquisse, 24 × 32 cm, Paris, Comédie Française.
- Répétition du “Joueur de flûte” et de “La femme de Diomède” chez le prince Napoléon, 1861, 83 × 130 cm, Paris, musée d’Orsay.
- Hercule aux pieds d'Omphale, Salon de 1861, collection privée.
- Jules César marchant en tête de la Xe Légion (campagne des Gaules), Salon of 1863, localisation inconnue.
- La Danse champêtre, esquisse, Paris, Bibliothèque nationale de France.
- La Danse bacchique, esquisse, Paris, Bibliothèque nationale de France.
- La Danse amoureuse, esquisse, Paris, Bibliothèque nationale de France.
- Les Danses champêtre, bacchique, amoureuse et guerrière, esquisses, Paris, Bibliothèque nationale de France.
- Portrait de Zaïre-Nathalie Martel, dite Mademoiselle Nathalie, 1867, 108 × 82 cm, Paris, Comédie Française.
- Le Mamillare (ou Le Bain ; Après le bain), 1867, 51 × 89 cm, Angers, musée des Beaux-Arts.
- El Hiasseub, conteur arabe, 1868, 56 × 78,5 cm, localisation inconnue[réf. nécessaire].
- Sarrebruck après la bataille, vers 1870, 49 × 65 cm, Paris, musée Carnavalet.
- L’Assaut du cimetière par les troupes régulières, mai 1871, 1871, 49 × 65 cm, Paris, musée Carnavalet.
- Épisode de la Commune, place de la Concorde, 1871, 49 × 64,5 cm, Paris, musée Carnavalet.
- L’Hôtel de Ville incendié, assailli par les troupes de Versailles, 1871, 50,5 × 65 cm, Paris, musée Carnavalet.
- La Rotonde de la Villette cernée par les troupes versaillaises, 1871, 50 × 65 cm, Paris, musée Carnavalet.
- La tour Saint-Jacques reprise par les troupes versaillaises, 1871, 50 × 64,5 cm, Paris, musée Carnavalet.
- Peintures Décoratives, Foyer de la Danse, Opéra Garnier, Paris, 1875.
- Saint Sébastien et l’empereur Maximilien Hercule, 1877, 365 × 270 cm, Marseille, musée des Beaux-Arts.
- Vertus civiques: Le Mariage, Le Départ à la guerre, Vie antique, L'Étude, La Famille, Forge, 1878, 89 × 97 cm, esquisses pour la salle des mariages de la mairie du 13e arrondissement de Paris, Musée des Beaux-Arts de la Ville de Paris, Petit Palais.
- Le Mariage ; L’Étude ; La Patrie ; Vir esto ; Uxor esto, 1878, Paris, mairie du 13e arrondissement.
- Le Marché aux esclaves, vers 1882, coll. privée.
- Portrait de Charles Garnier, 1884, Aberdeen Art Gallery and Museums.
- Porteur d’eau juif, souvenir du vieil Alger, 1884, 75 × 50 cm, affecté à Quimper, musée des Beaux-Arts, localisation actuelle inconnue.
- Portrait de Madame Lambinet, née Nathalie Sinclair, 1887, 150 × 90 cm, Versailles, musée Lambinet.
- La Jeune Fille aux fleurs, 1888, 140 × 82 cm, localisation inconnue[réf. nécessaire].
- Portrait de Charles Garnier, Paris, Bibliothèque nationale de France.
- Sirène (ou Mermaid), 27,6 × 15,7 cm, Baltimore, musée d'Art de Baltimore.

## Publications
- À nos élèves, Paris, A. Lahure, 1885, 36 p., in-12 (OCLC 935022876, lire en ligne).
- « Notice sur M. Lehmann : lue à l'Académie des Beaux-Arts, dans la séance du 27 janvier 1883 », Institut de France Académie des Beaux-Arts, Paris,‎ 1883, p. 16 (lire en ligne sur Gallica).

Œuvres de Gustave Boulanger
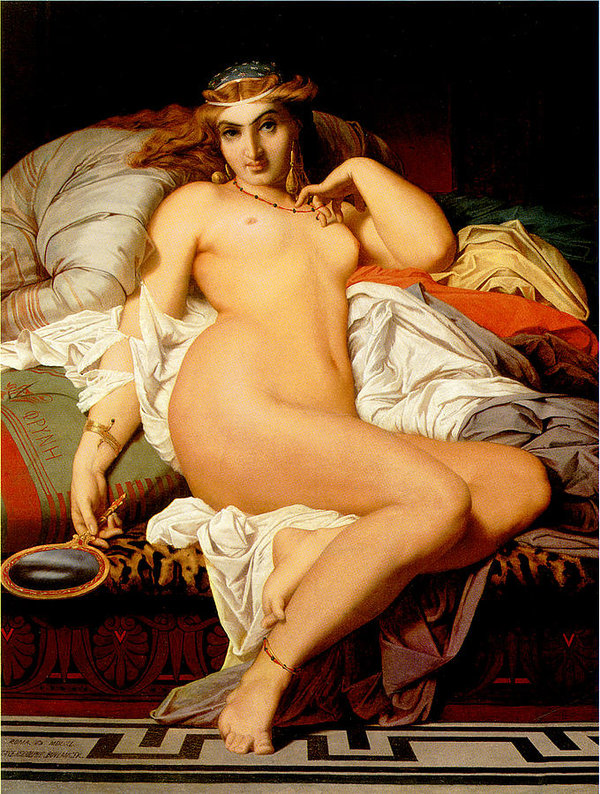
Phryne (1850), Amsterdam, musée van Gogh.
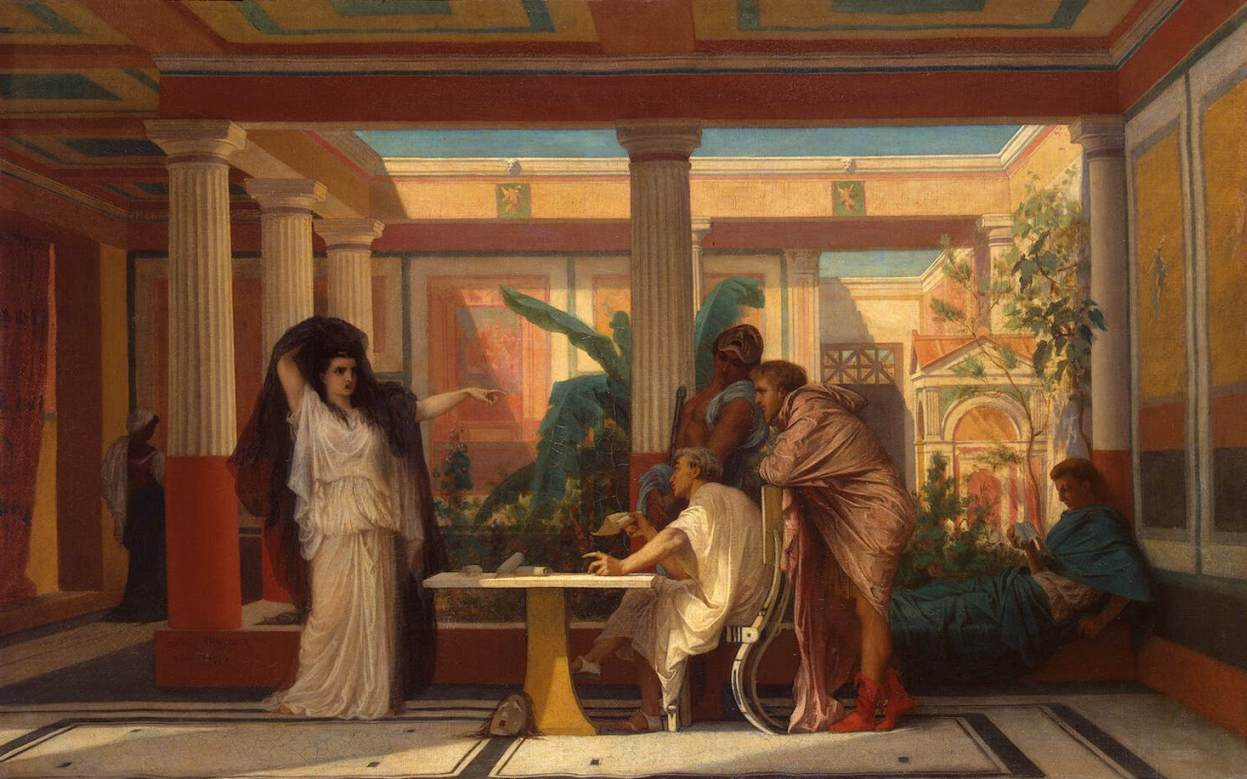
Répétition dans la maison du poète tragique à Pompéi (1855), Saint-Pétersbourg, musée de l'Ermitage.
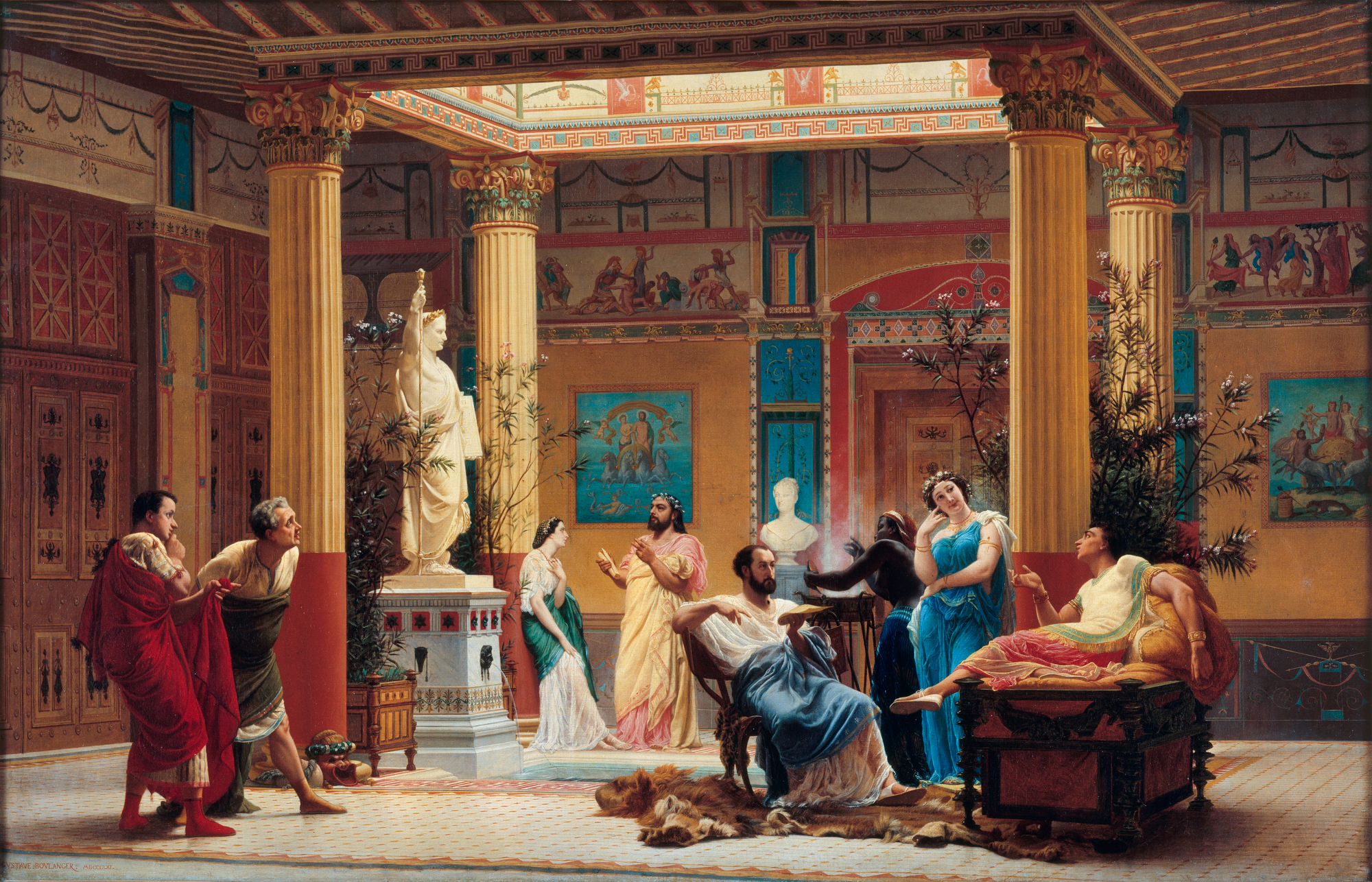
Répétition du joueur de flûte et de la femme de Diomède chez le prince Napoléon dans l'atrium de sa maison pompéienne (1860), château de Versailles.
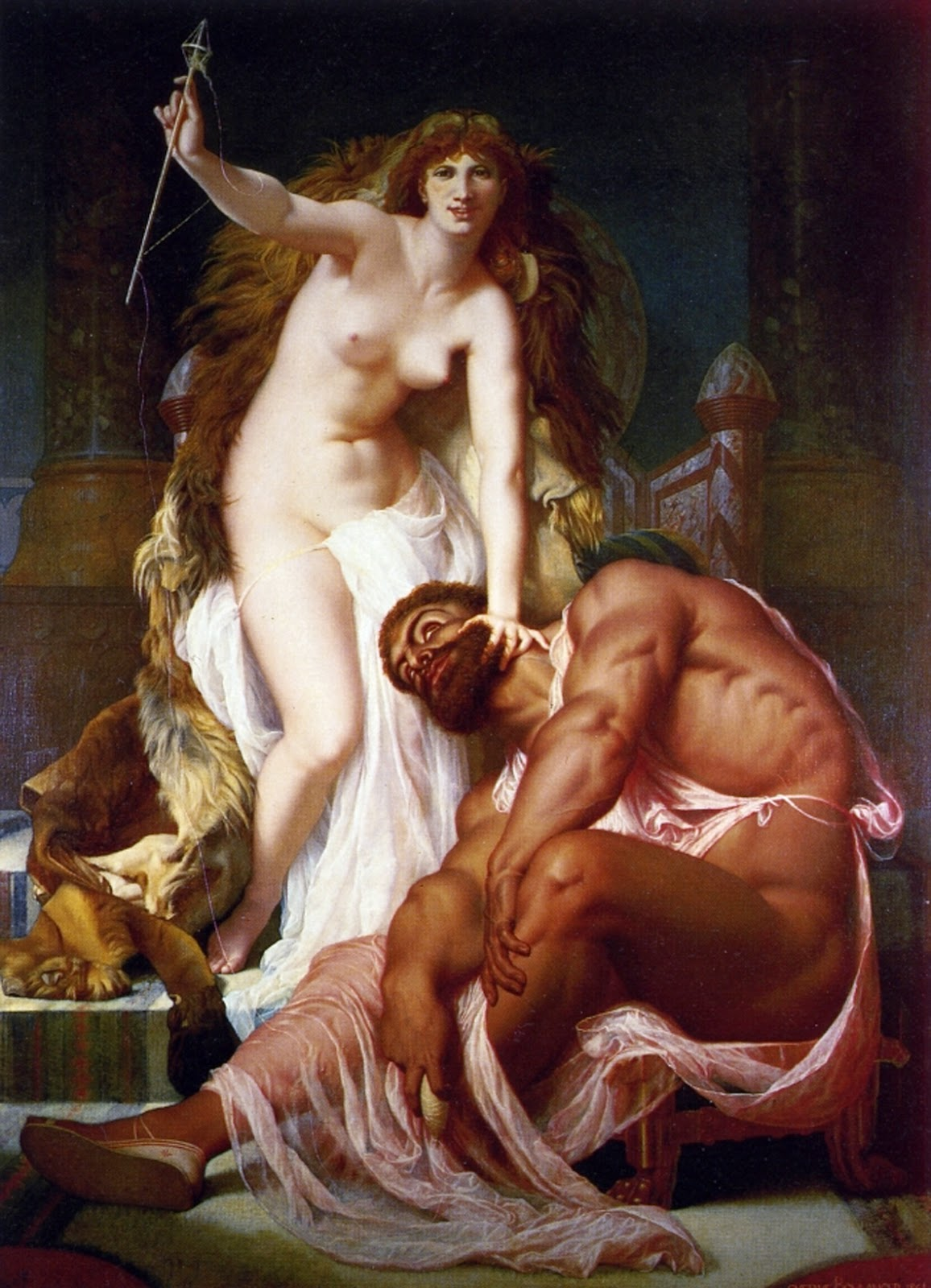
Hercule aux pieds d'Omphale (Salon de 1861), localisation inconnue.
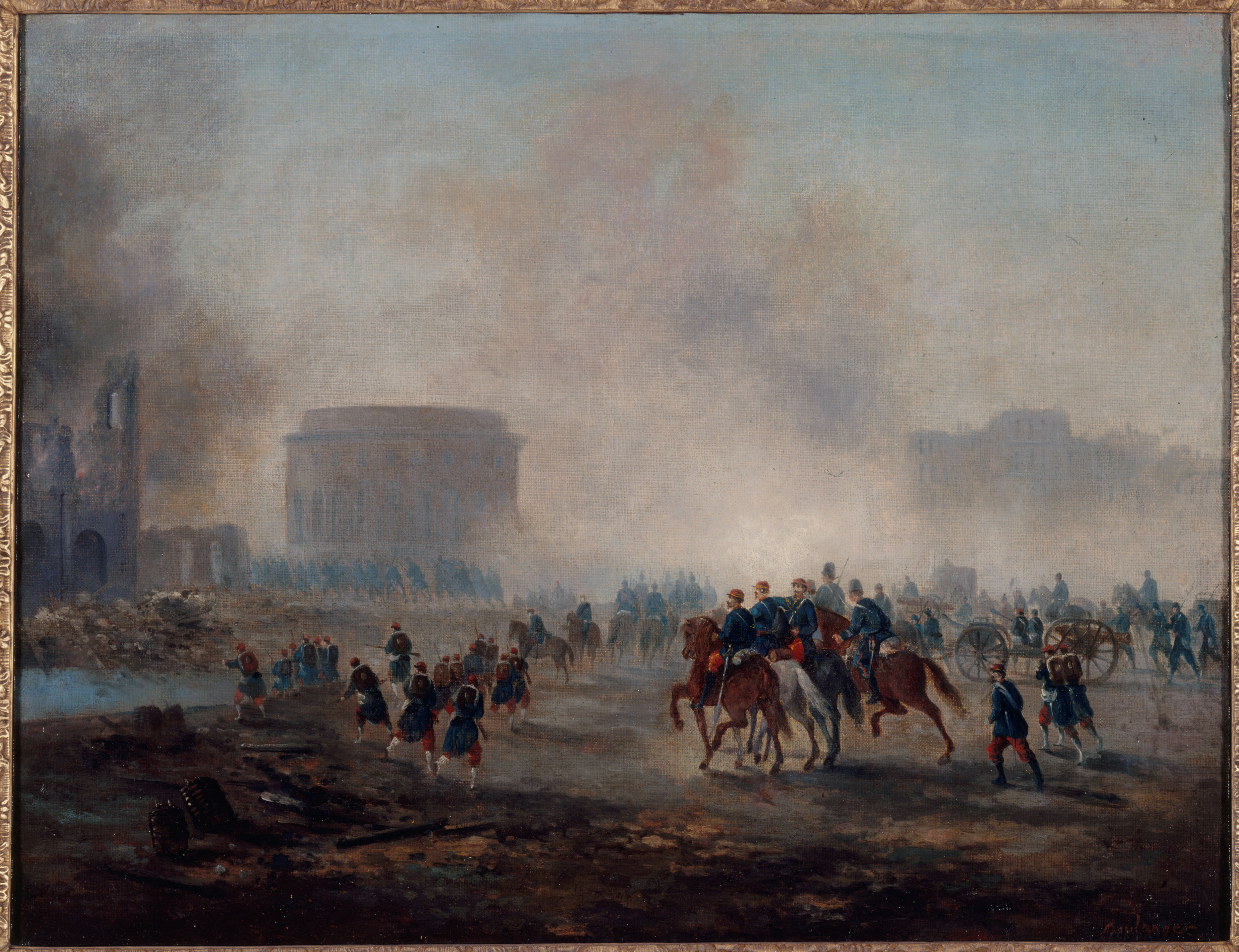
La Villette cernée par les troupes versaillaises, mai 1871 (1871), Paris, musée Carnavalet.
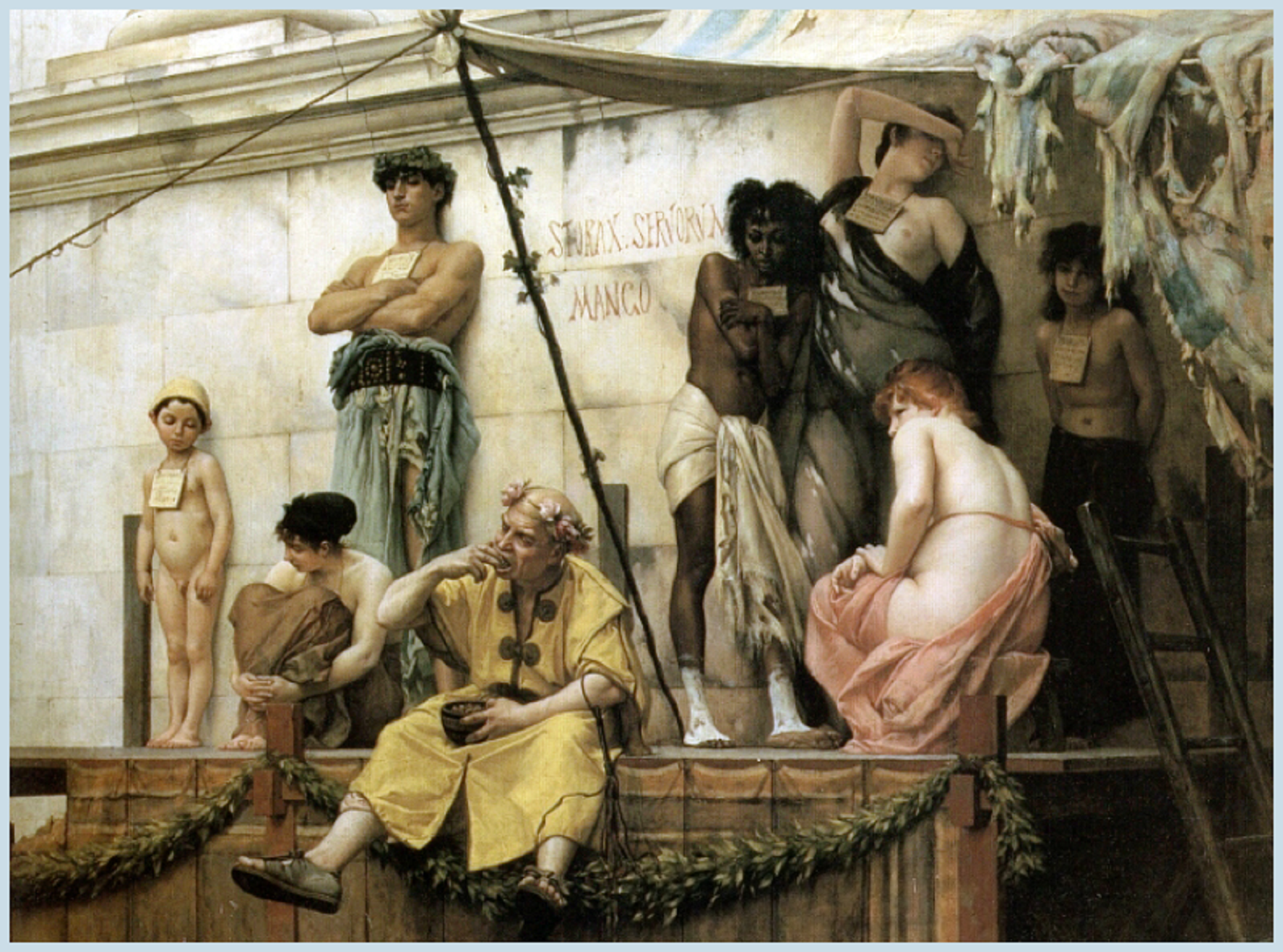
Le Marché aux esclaves (1882), localisation inconnue.
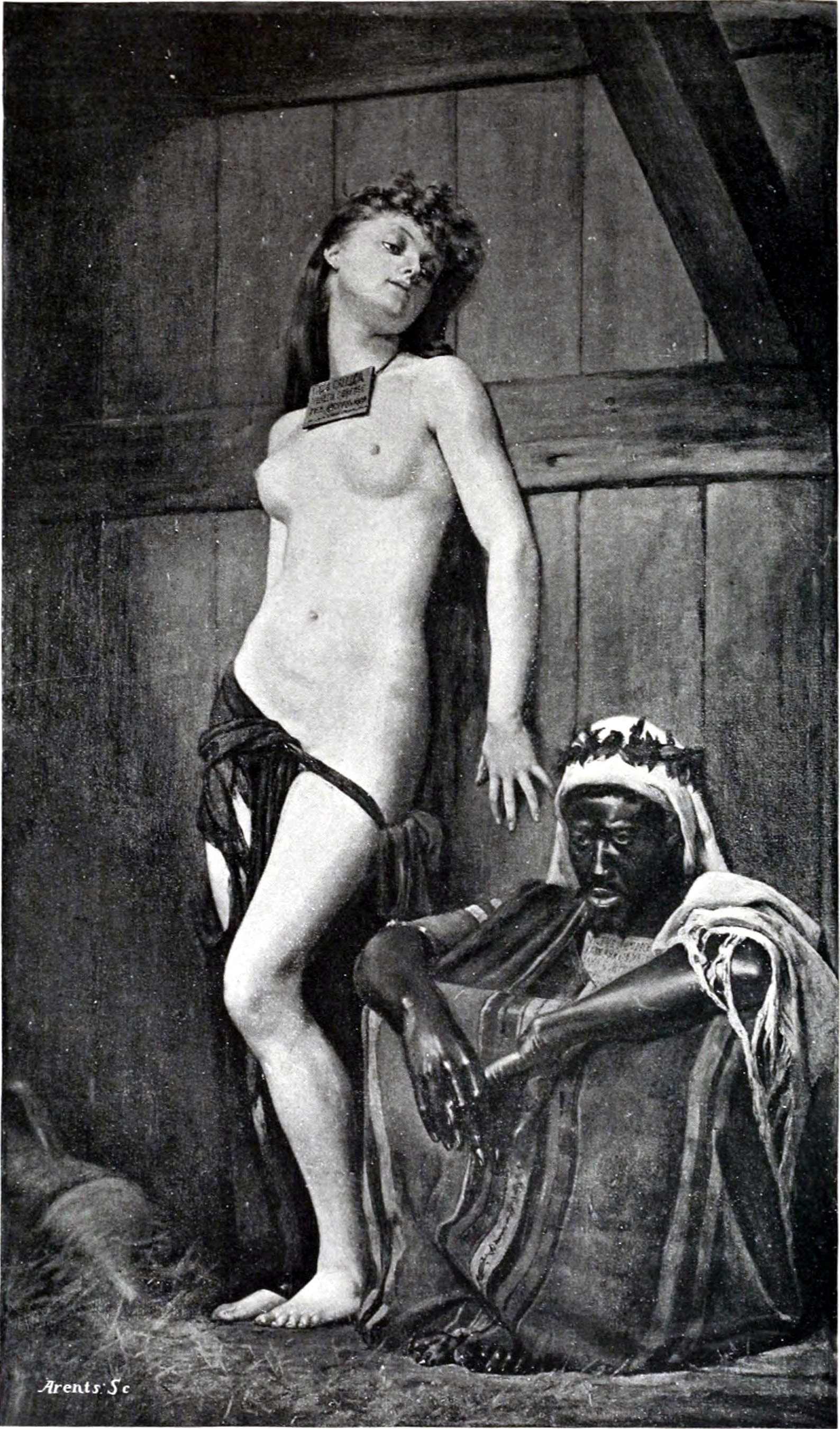
Esclaves à vendre, Salon des artistes français de 1888, localisation inconnue.

## Élèves
- Jules Benoit-Lévy.
- Maurice Bompard.
- Jules Boquet[9].
- Ernest Bouard
- Alexandre Brunet.
- Louis-Robert Carrier-Belleuse.
- Maurice Chabas.
- René-Louis Chrétien.
- Henry Coëylas[9]:23.
- Hermann Delpech.
- Charles Devevey, à l’Académie Julian de 1881 à 1885.
- Thomas Wilmer Dewing.
- Henri-Lucien Doucet, aux Beaux-Arts de Paris.
- Jacques Drogue, à l’Académie Julian.
- Adolphe Duclos.
- Hans Emmenegger.
- Jenny Fontaine
- Henry Grosjean.
- Maximilienne Guyon.
- Louis Welden Hawkins, à l'Académie Julian en 1873.
- René Lackerbauer.
- François-Maurice Lard, aux Beaux-Arts de Paris.
- Jules Marcoux, à l'Académie Julian
- Hugues Picard, à l'Académie Julian.
- Théophile Poilpot.
- Magdeleine Real del Sarte.
- Léon Richet.
- Georges-Antoine Rochegrosse, à l'Académie Julian.
- Marius Roy, à l'Académie Julian
- Georges Stein
- Carl Ernst von Stetten
- Francis Tattegrain.
- Henry Tenré.
- Louis Valtat, à l’Académie Julian de 1886 à 1888.
- Harry Watrous.
- Michel Willenich.